# Смоленський метроміст
55°44′53″ пн. ш. 37°34′28″ сх. д. / 55.74819° пн. ш. 37.57449° сх. д.

Смоленський метроміст

Смоленський метроміст в Москві — однопрогоновий сталевий арковий метроміст через Москва-ріку, розташований між станціями «Смоленська» і «Київська» Філівської лінії Московського метрополітену. Є найстарішим метромостом в Росії. Рух потягів до станції Київська відкрито 20 березня 1937.

## Технічна характеристика
Міст двоколійний, з міжколійною шириною 3,55 м. Траса його в цілому прямолінійна, а на правому березі при виході з мосту починається крутий поворот на південь, до Київського вокзалу.
В основі моста — дві пологі головні арки, довжиною 150,0 м зі стрілою підйому 11,04 м (7,4 %). Максимальна висота П-образного профілю арки 2,7 м (1,2 м у шарнірів). Відстань між арками — 9,5 м. Арки були виконані по кругових лекалами, а після навантаження верхньою будовою колії взяли проектну параболічну форму. Матеріал — Ст5 (для другорядних деталей — Ст3). Крім головного прогону, міст має п'ять берегових залізобетонних арок, повна схема прогонів 19,225 + 20,5 + 19,225 + 150,0 + 19,225 + 19,225 м.
Річкові підвалини мосту спираються на масивні плоскі кесони, кожен розміром 40,0×17,5 м (площа понад 700 м²), заглиблених до вапнякової плити (глибина близько 15 м).

## Історія
5 квітня 1953 рух потягів Арбатсько-Філівської лінії було переведено на нову лінію глибокого закладення з перейменуванням лінії в Арбатсько-Покровську лінію, регулярний рух по мосту припинено. Воно було відновлено 7 листопада 1958 з відкриттям нової Фільовської лінії, яка використала метроміст і станції 1935 і 1937 рр.. спорудження.
У 1978 році підходи до мосту були накриті шумопоглинаючим коробом, відкритими залишилися тільки ділянки над набережними і над рікою.
У 2005—2012 роках підхід до мосту з боку станції Смоленська був вбудований в будівлю тягової підстанції Т-5 Стара будівля підстанції що знаходилася неподалік, була знесена. Звільнена земля віддана під будівництво комерційної нерухомості.

## Ресурси Інтернету
- Сайт «Енциклопедія нашого транспорту» [Архівовано 30 березня 2019 у Wayback Machine.] (рос.)